# Epipactis graberi
Epipactis graberi là một loài thực vật có hoa trong họ Lan. Loài này được A.Camus mô tả khoa học đầu tiên năm 1929.